# Евелина Славчева
Евелина Славчева е български учен, член-кореспондент на Българската академия на науките. Първата жена, избрана за председател на БАН (мандат 2024 – 2028 година).

## Биография
Евелина Славчева е родена през 1961 г. в град Брезник, Народна република България. Завършва средното си образование в пернишката гимназия „Христо Ботев“ през 1979 година.
От 1985 г. е дипломиран инженер-химик от Висшия химикотехнологичен институт (ВХТИ) в град София. От същата година до 1987 г. работи като технолог в Института по машиностроене в град Радомир. В периода 1987 – 1991 г. е аспирант в катедра „Физикохимия“ на ВХТИ, а между 1992 и 1993 г. е химик в същата катедра.
От 1994 до 2024 г. работи в Института по електрохимия и енергийни системи „Академик Евгени Будевски“ (ИЕЕС – БАН). В този период (от 1995 г.) е и научен сътрудник (III, II, I степен); професор (от 2012 г.); основател и ръководител на секция „Водородни системи с полимерен електролит“ (2012 – 2020 г.); председател на Научния съвет на ИЕЕС (2012 – 2015 г.); директор на ИЕЕС (2015 – 2023 г.); ръководител на направление „Водородни енергийни системи“ (от 2024 г.).
Председател на Общото събрание на БАН от 2016 до 2024 г. От 2021 година е член-кореспондент на БАН. На 2 декември 2024 г. е избрана за председател на БАН.